# Guineauhu
Der Guineauhu (Ketupa poensis, Synonym: Bubo poensis), gelegentlich auch  Regenwalduhu oder Zwerguhu genannt, ist eine Art aus der Familie der eigentlichen Eulen. Er kommt ausschließlich in West- und Zentralafrika vor.

## Merkmale
Der Guineauhu ist eine verhältnismäßig kleine Uhuart. Er erreicht eine Körperlänge von 39 bis 44 Zentimeter. Männchen sind etwas kleiner und leichter. Weibchen wiegen zwischen 685 und 815 Gramm, während Männchen etwa 575 Gramm wiegen.
Der Guineauhu hat auffällige Federohren und einen dunkel gerahmten Gesichtsschleier. Die Zehen sind nicht befiedert. Der Schnabel ist blass blaugrau. Die Augen sind dunkelbraun. Das Gefieder ist überwiegend rötlich und cremefarben. Auffallend ist die breit gestreifte Körperunterseite, die etwas heller ist als die Körperoberseite. Auf der Vorderbrust finden sich außerdem dunkle Flecken, die besonders an den Brustseiten sehr dicht sind.

## Verbreitung und Lebensraum
Das Verbreitungsgebiet erstreckt sich von der Insel Bioko im Golf von Guinea über die tropischen Regenwälder Westafrikas bis in den Kongo und den Südwesten Ugandas. In südlicher Verbreitungsrichtung kommt der Guineauhu bis in den extremen Nordwesten von Angola vor. Sein Lebensraum sind überwiegend primäre Regenwälder der Tiefebenen, wo er vor allem Waldränder und Lichtungen bewohnt. Sekundärwald wird ebenfalls besiedelt und er kommt auch auf Kardamomplantagen vor. In Kamerun kann er noch in Höhenlagen von 1.600 Höhenmeter über NN angetroffen werden.

## Lebensweise
Der Guineauhu zählt zu den Uhuarten, deren Lebensweise bislang nur sehr oberflächlich untersucht ist. Er ist dämmerungs- und nachtaktiv. Er übertagt im dichten Blätterdach von Bäumen. Das Nahrungsspektrum umfasst kleine Säugetiere, Vögel, Frösche und Reptilien sowie Insekten und Spinnen. Der Beginn der Fortpflanzungsperiode variiert in Abhängigkeit vom Verbreitungsgebiet: In Liberia brütet er im Zeitraum Februar bis Mai, in Kamerun dagegen im Zeitraum Juli bis Dezember. Es gibt Indizien, dass er sowohl direkt auf dem Boden als auch in Baumhöhlen brütet.